# Agaònids
Els agaònids (Agaonidae) són una família d'himenòpters apòcrits de la superfamília Chalcidoidea. Aquesta família es caracteritza, al contrari que altres famílies del seu grup, per ser majoritàriament fitòfags pol·linitzadors. Reben el nom de vespetes de les figues, ja que són petits i estan associades a les figueres (Ficus).

## Morfologia
Ales anteriors amb nerviació marginal amb angle dret amb la nerviació marginal. Pota mitjana amb el fèmur i la tíbia netament més prima que les altres potes. Femelles amb un ovipositor clarament visible, de vegades extremadament llarg. Mascles amb les ales reduïdes o absents.

## Biologia
Totes les espècies de la subfamília dels Agaoninae s'associen a les figueres (Ficus), estan en gran nombre entre els seus pol·linitzadors exclusius. La planta i l'insecte són totalment dependents l'un de l'altre, una única espècie d'Agaoninae només pot pol·linitzar una sola espècie de Ficus.

## Taxonomia
Aquesta família conté 757 espècies repartides en 76 gèneres i 6 subfamílies. Agaoninae (357 espècies descrites), Epichrysomallinae (40 espècies), Otitesellinae (79 espècies), Sycoecinae (67 espècies), Sycophaginae (59 espècies), Sycoryctinae (151 espècies), no especificades (3 espècies).
Aquesta família és polifilètica (Rasplus et el 1998).

### Gèneres
Segons Noyes (2001).
| - Subfmília Agaoninae Walker 1846 (23 gèneres, 357 espècies) - Agaon Dalman 1818 (11 espècies) - Alfonsiella Waterston 1920 (7 espècies) - Allotriozoon Grandi 1916 (3 espècies) - Blastophaga Gravenhorst 1829 (27 espècies) - Ceratosolen Mayr 1885 (68 espècies) - Courtella Kieffer 1912 (13 espècies) - Deilagaon Wiebes 1977 (4 espècies) - Dolichoris Hill 1967 (10 espècies) - Elisabethiella Grandi 1928 (14 espècies) - Eupristina Saunders 1882 (18 espècies) - Kradibia Saunders 1883 (25 espècies) - Liporrhopalum Waterston 1920 (18 espècies) - Nigeriella Wiebes 1974 (4 espècies) - Paragaon Joseph 1959 (2 espècies) - Pegoscapus Cameron 1906 (46 espècies) - Platyscapa Motschulsky 1863 (19 espècies) - Pleistodontes Saunders 1882 (22 espècies) - Sycobiomorphella Abdurahiman & Joseph 1967 (1 espècie) - Sycophilodes Joseph 1961 (1 espècie) - Sycophilomorpha Joseph & Abdurahiman 1969 (1 espècies) - Tetrapus Mayr 1885 (5 espècies) - Waterstoniella Grandi 1921 (20 espècies) - Wiebesia Boucek 1988 (18 espècies) - Subfamília Epichrysomallinae Hill & Riek 1967 (13 gèneres, 38 espècies) - Acophila Ishii 1934 (2 espècies) - Asycobia Boucek 1988 (1 espècie) - Camarothorax Mayr 1906 (10 espècies) - Epichrysomalla Girault 1915 (2 espècies) - Eufroggattisca Ghesquière 1946 (2 espècies) - Herodotia Girault 1931 (2 espècies) - Josephiella Narendran 1994 (1 espècie) - Meselatus Girault 1922 (4 espècies) - Neosycophila Grandi 1923 (5 espècies) - Odontofroggatia Ishii 1934 (4 espècies) - Parapilkhanivora Farooqi & Menon 1973 (2 espècies) - Sycobia Walker 1871 (2 espècies) - Sycotetra Boucek 1981 (1 espècie) - Subfamília Sycophaginae Walker 1875 (6 gèneres, 58 espècies) - Anidarnes Boucek 1993 (3 espècies) - Apocryptophagus Ashmead 1904 (11 espècies) - Eukoebelea Ashmead 1904 (7 espècies) - Idarnes Walker 1843 (23 espècies) - Pseudidarnes Girault 1927 (2 espècies) - Sycophaga Westwood 1840 (12 espècies) | - Subfamília Otitesellinae Joseph 1964 (15 genres, 79 espècies) - Aepocerus Mayr 1885 (13 espècies) - Comptoniella Wiebes 1992 (1 espècie) - Eujacobsonia Grandi 1923 (2 espècies) - Grandiana Wiebes 1961 (3 espècies) - Grasseiana Abdurahiman & Joseph 1968 (3 espècies) - Guadalia Wiebes 1967 (1 espècie) - Heterandrium Mayr 1885 (10 espècies) - Lipothymus Grandi 1921 (4 espècies) - Marginalia Priyadarsanan 2000 (1 espècie) - Micranisa Walker 1875 (10 espècies) - Micrognathophora Grandi 1921 (1 espècie) - Otitesella Westwood 1883 (20 espècies) - Philosycella Abdurahiman & Joseph 1976 (1 espècie) - Philosycus Wiebes 1969 (3 espècies) - Walkerella Westwood 1883 (6 espècies) - Subfamília Sycoecinae Hill 1967 (6 gèneres, 67 espècies) - Crossogaster Mayr 1885 (16 espècies) - Diaziella Grandi 1928 (12 espècies) - Philocaenus Grandi 1952 (23 espècies) - Robertsia Boucek 1988 (2 espècies) - Seres Waterston 1919 (4 espècies) - Sycoecus Waterston 1914 (10 espècies) - Subfamília Sycoryctinae Wiebes 1966 (11 gèneres, 151 espècies) - Adiyodiella Priyadarsanan 2000 (1 espècie) - Apocrypta Coquerel 1855 (27 espècies) - Arachonia Joseph 1957 (2 espècies) - Critogaster Mayr 1885 (6 espècies) - Dobunabaa Boucek 1988 (1 espècie) - Parasycobia Abdurahiman & Joseph 1967 (1 espècie) - Philotrypesis Förster 1878 (44 espèces) - Philoverdance Priyadarsanan 2000 (1 espècie) - Sycoscapter Saunders 1883 (61 espècies) - Tenka Boucek 1988 (1 espècie) - Watshamiella Wiebes 1981 (6 espècies) |